# Лакме
«Лакме» (фр. Lakmé) — опера на три дії французького композитора  Лео Деліба на лібрето Едмона Гондіне і Філіпа Жиля, в основі якого лежить роман П'єра Лоті «Рара, або Одруження Лоті».
Прем'єра опери відбулася 14 квітня 1883 року в театрі Опера-Комік у Парижі.
Опера містить популярний «Дует квітів» (Duo des fleurs) для сопрано, що виконується в першій дії. Найвідомішою арією опери є «Арія дзвоників»  (L'Air des clochettes) у другій дії.

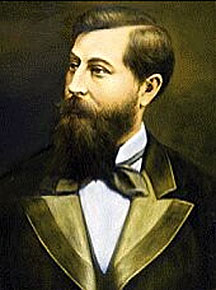
Лео Деліб

## Історія постановок
Після прем'єри в «Опера Комік» у 1883 році, станом на 23 червня 1909 року, «Лакме» була поставлена в цьому театрі 500 разів, а тисячна постановка опери відбулася 13 травня 1931 року. Серія виконань відбулася також в театрі «Théâtre Gaîté Lyrique» у Парижі 1908 року.

## Дійові особи

Жан-Александр Телазак у ролі Джеральда

| Роль                                              | Тип голосу          | Прем'єрський склад, 14 квітня 1883 (диригент: Жюль Донбі) |
| ------------------------------------------------- | ------------------- | --------------------------------------------------------- |
| Лакме, жриця, дочка індійського браміна Нілаканти | колоратурне сопрано | Марія ван Зандт                                           |
| Джеральд, офіцер британської армії                | тенор               | Жан-Александр Телазак                                     |
| Нілаканта, старший індійський брамін              | бас                 | Cobalet                                                   |
| Фредерік, офіцер, друг Джеральда                  | баритон             | Barré                                                     |
| Малліка, покоївка Лакме                           | мецо-сопрано        | Elisa Frandin                                             |
| Хаджи, слуга Нілаканти                            | тенор               | Chennevière                                               |
| Еллен, наречена Джеральда                         | сопрано             | Rémy                                                      |
| Роза, сестра Еллен                                | сопрано             | Molé-Truffier                                             |
| Місіс Бенсон, гувернантка Еллен                   | мецо-сопрано        | Pierron                                                   |
| Ворожка ('Un Domben')                             | тенор               | Teste                                                     |
| Китайський торговець                              | тенор               | Davoust                                                   |
| Le Kouravar                                       | баритон             | Bernard                                                   |
| Хор: Офіцери, дами, купці, браміни, музиканти     |                     |                                                           |

## Сюжет

### Дія перша
До храму збираються на молитву індійці. Брамін  Нілаканта провіщає волю богів — треба боротися проти ненависних поневолювачів Індії. Дочка браміна, юна жриця Лакме, прославляє богів. Нілаканта готується в дорогу: у місті завтра свято. Лакме та служниця Малліка вирушають за квітами лотоса. Перед храмом з'являється весела компанія — дочки губернатора Еллен і Роза, гувернантка містріс Бентсон і двоє молодих офіцерів — Джеральд (наречений Еллен) і Фредерік. Останній розповідає товариству про непокірного браміна та його красуню-дочку. Джеральд хоче побачити загадкову жрицю. Він затримується. Повертаються Лакме і Малпіка. Дочка браміна помічає англійського офіцера. Перелякавшись, вона кличе слуг, посилає за батьком. Але молодий офіцер на боїться нікого і лише просить дозволу помилуватися її красою. Нілаканта клянеться жорстоко мститися англійцеві. 

### Дія друга
На міському майдані звучить сигнал до закриття ринку. Переодягнений Нілаканта привів у місто Лакме, дочка має допомогти йому знайти осквернителя храму. Раптом Лакме скрикнула, Джеральд тож упізнав року жрицю. Та Фредерік, побоюючись помсти Браміна, не дає йому підійти до неї. А Нілаканта, залишивши дочку з вірним Хаджі, поспішає за однодумцями. Жриця переконує офіцера, що між ними немає нічого спільного. А Джеральд наполягає на тому, що вони повинні бути разом. Змовники стежать за Джеральдом. Вибравши слушну мить, Нілаканта замахується ножем — юнак падає. Лакме, повернувшись, схиляється над коханим. Вона вдячна богам — його тільки поранено.

### Дія третя
За допомогою Хаджі жриця вилікувала Джеральда цілющими травами. Лакме вірить, що юнак буде з нею, шануватиме її віру. За звичаєм закоханих, вона іде з чашею до священної ріки. Треба удвох випити з цієї чаші — і долі юнака та дівчини пов'язані навіки. Фредерік знайшов друга. Він нагадує йому про Еппен, про обов'язок офіцера. Джерапьд дає слово, що приєднається до загону, який виступив проти повсталих індійців. Лакме приносить чашу зі священною водою. Відразу помічає вона разючу зміну, що сталася в настрої коханого. Неподалік чуються голоси англійських солдат. Лакме у відчаї підносить до вуст отруйну квітку.

## Музичні номери
- Прелюдія

### Дія перша
- No. 1 Introduction: "À l'heure accoutumée" (Nilakantha)
- Prière: "Blanche Dourga" (Lakmé, Nilakantha)
- No. 1 Bis – Scène: "Lakmé, c'est toi qui nous protège!" (Nilakantha, Lakmé)
- No. 2 – Duetto (The Flower Duet): "Viens, Mallika, les lianes en fleurs ... Dôme épais, le jasmin" (Lakmé, Mallika)
- Scène: "Miss Rose, Miss Ellen" (Gérald)
- No. 3 – Quintette & couplets: "Quand une femme est si jolie" (Gérald)
- Récitatif: "Nous commettons un sacrilège" (Gérald)
- No. 4 – Air: "Prendre le dessin d'un bijou" (Gérald)
- No. 4 Bis – Scène: "Non! Je ne veux pas toucher" (Gérald, Lakmé)
- No. 5 – Récitatif & Strophes: "Les fleurs me paraissent plus belles" (Lakmé)
- No. 5 Bis – Récitatif: "Ah! Mallika! Mallika!" (Lakmé)
- No. 6 – Duo: "D'où viens-tu? Que veux-tu?" (Lakmé, Gérald)
- No. 6 Bis – Scène: "Viens! Là! Là!" (Nilakantha, Lakmé)

### Дія друга
- Entr'acte
- No. 7 – Choeur & Scène du marche: "Allons, avant que midi sonne"
- No. 7 Bis – Récitatif: "Enfin! Nous aurons du silence!"
- No. 8 – Airs de danse: Introduction
- No. 8 – Airs de danse: Terana
- No. 8 – Airs de danse: Rektah
- No. 8 – Airs de danse: Persian
- No. 8 – Airs de danse: Coda avec Choeurs
- No. 8 – Airs de danse: Sortie
- Récitatif: "Voyez donc ce vieillard"
- No. 9 – Scène & Stances: "Ah! Ce vieillard encore!" (Nilankantha, Lakmé)
- No. 9 Bis – Récitatif: "Ah! C'est de ta douleur" (Lakmé, Nilankantha)
- No. 10 – Scène & Legende de la fille du Paria (Air des Clochettes/The Bell Song):
"Ah!... Par les dieux inspires... Où va la jeune Hindoue" (Lakmé, Nilankantha)
- No. 11 – Scène: "La rage me dévore" (Nilankantha, Lakmé)
- No. 12 – Scène & Choeur: "Au milieu des chants d'allegresse" (Nilankantha, Lakmé)
- No. 12 Bis – Récitatif: "Le maître ne pense qu'à sa vengeance"
- No. 13 – Duo: "Lakmé! Lakmé! C'est toi!" (Lakmé, Gérald)
- No. 14 – Finale: "O Dourga, toi qui renais" (Gérald)

### Дія третя
- Entr'acte
- No. 15 – Berceuse: "Sous le ciel tout étoilé" (Lakmé)
- No. 15 Bis – Récitatif: "Quel vague souvenir alourdit ma pensée?" (Gérald, Lakmé)
- No. 16 – Cantilène: "Lakmé! Lakmé! Ah! Viens dans la forêt profonde" (Gérald)
- No. 17 – Scène & Choeur: "La, je pourrai t'entendre" (Lakmé, Gérald)
- No. 18 – Scène: "Vivant!" (Gérald)
- No. 19 – Duo: "Ils allaient deux à deux" (Lakmé, Gérald)
- No. 20 – Finale: "C'est lui! C'est lui!" (Nilankantha, Lakmé, Gérald)

## Записи
- 1940 : Лілі Понс (Лакме), Арманд Токатян (Джеральд), Еціо Пінца (Нілаканта), Іра Петіна (Малліка), Метрополітен Опера, Вільфрід Пеллетьє (диригент);
- 1952: Мадо Робен (Лакме), Ліберо де Лука (Джеральд), Жак Янсен (Фредерік), Жан Бортяр (Нілаканта), Агнес Дісней (Малліка); Хор і оркестр Національного театру Опера-Комік, Жорж Себастьян (диригент);
- 1967: Джоан Сазерленд (Лакме), Ален Ванцо (Джеральд), Габріель Бак'є (Нілаканта), Джейн Бербі (Малліка), Хор і оркестр Національної опери Монте-Карло, Richard Bonynge (диригент);
- 1970: Маді Месплє (Лакме), Шарль Бурль (Джеральд), Роже Сойєр (Нілаканта), Даніель Міллет (Малліка), Хор і оркестр Національного театру опери-Комік, Ален Ломбар (диригент);
- 1982: Іляна Котрубаш (Лакме), Пласідо Домінго (Джеральд), Микола Гяуров (Нілаканта), Олена Образцова (Малліка), Амброзіанські співаки, Лондонський симфонічний оркестр, Клаудіо Аббадо (диригент);
- 1998: Наталі Дессей (Лакме), Грегорі Кунде (Джеральд), Жозе Ван Дам (Нілаканта), Хор і оркестр Капітоль Тулузи, Мішель Плассон (диригент);
- 2012: Емма Меттьюс (Лакме), Альдо ді Торо (Жеральд), Стівен Беннетт (Нілаканта), Хор Опера Австралія і австралійський оркестр опери та балету.